# Spannagelhöhle
Spannagelhöhle je jeskynní systém v Zillertalských Alpách ve rakouské spolkové zemi Tyrolsko. Prouzkoumáno je 13,5 kilometrů, tahnoucích se od ledovce Gefrorene Wand k Lärmstange, z nichž na 500 metrech vede prohlídková trasa. Vstup do jeskyně se nachází v nadmořské výšce 2532 m pod turistickou chatou Spannagelhaus, která se nachází v lyžařském areálu Hintertux. Jedná se o nejvýše položenou veřejnosti zpřístupněnou jeskyni v Evropě a nejdelší tyrolský jeskynní systém. Na hintertuxském ledovci se nachází dalších 25 jeskynních útvarů, z nichž mnohé nejsou probádané.

Své jméno dostala podle Rudolfa Spannagela, který zastával v letech 1902–1902 funkci prezidenta Klubu rakouských turistů (ÖTK).

## Přírodní poměry
Zillertalské Alpy se převážně skládají z granitu a metamorfovaných hornin, jež krasové útvary většinou nevytvářejí, a proto je vznik jeskyně Spannagelhöhle vysvětlován jako následek proudící vody odtávající z ledovce během mezozoického geologické období jura, která vytvořila ve skále mohutnou dutinu. Mnoho částí jeskyně tvoří sifony, které jsou kompletně zaplavené.

Kvůli své atypické poloze a prostředí, které ji obklopuje, není v jeskyni Spannagelhöhle k vidění nespočetná krápníková výzdoba. Avšak ty krápníky, které jeskyně ukrývá, jsou velice raritní a poskytují nám cenné informace o holocenním klimatu, jimiž se zabývala například Nicole Vollweiler z univerzity v Heidelbergu.

## Historie
Jeskyně byla objevena roku 1919 Aloisem Hotterem, jež byl někdejším hostinským v nedalekém Spannagelhaus. Vstupní prostory, jež jsou zároveň nejnižšími body jeskynního systému, využíval Hotter, stejně jako další provozní horské restaurace, jako odpadní jímku. Roku 1960 došlo k prvním průzkumům jeskyně, které vedl Rudolf Radislovich. Prozkoumal vstupní (Hauptgang) a vodní chodbu (Wassergang), jež společně ústí do Haly sjednocení (Halle der Vereinung). O čtyři roky později byla jeskyně prohlášena přírodní památkou. Po roce 1970 se zdvojnásobila délka do té doby prozkoumaných prostor, na jejichž objevení se podíleli Walter Knezicek, Günther J. Wolf a Hannes Jodl. Mezi léty 1972–1975 byla známá část jeskynního systému čtyřikrát přeměřena tyrolským speleologickým spolkem Landesverein für Höhlenkunde in Tirol. Roku 1975 se týmu odborníků Groupe Spéléologique Luxembourgeois, k nimž mimo jiné patřili E. Jacoby, M. Möller, G. Mutschlechner a B. Schmitz, podařilo blíže popsat průběh jeskynního potoka. V roce 1978 bylo dvojicí speleologů F. Maibergera a W. Mayra dosaženo nejzápadnějšího cípu jeskynního systému zvaného Bauchbad. K prvnímu splavu Schrauben-Cañonu došlo roku 1989 E. Türkem und R. Tobitschem.

1. července 1994 byla jeskyně poprvé zpřístupněna veřejnosti, zejména díky soukromé iniciativě pachtýře nedaleké horské chaty Josefa Klausnera. Jeskyně není zimovištěm netopýrů, a proto je veřejnosti zpřístupněna během celého roku. Návštěvníkům jsou nabízeny tři prohlídkové okruhy, z nichž ten fyzicky i časově nejnáročnější vyžaduje využití lezecké výbavy.

Roku 2012 se otevřela otázka, zda byla jeskyně v pravěku obydlena. Impulsem se stal nález skoro 17 cm dlouhé kosti kamzíka, datované do doby bronzové, jež byla nalezena při úpravě prohlídkové trasy. Na svém povrchu vykazovala známky zjevného opotřebení. Výsledky analýz však vyvrátily, že by rýhy na kosti vznikly lidskou činností; jde spíše o prostou degradaci. Zůstavá tedy nevyjasněna domněnka o užívání jeskyně pravěkými lidmi, kterou podporuje fakt, že i na nejvyšších vrcholkách Alp je již v eneolitu doložené pastevectví.